# Districte de Cheb
El districte de Cheb (en txec Okres Cheb) és un dels tres districtes de la regió de Karlovy Vary, a la República Txeca. La capital n'és Cheb.

## Llista de municipis

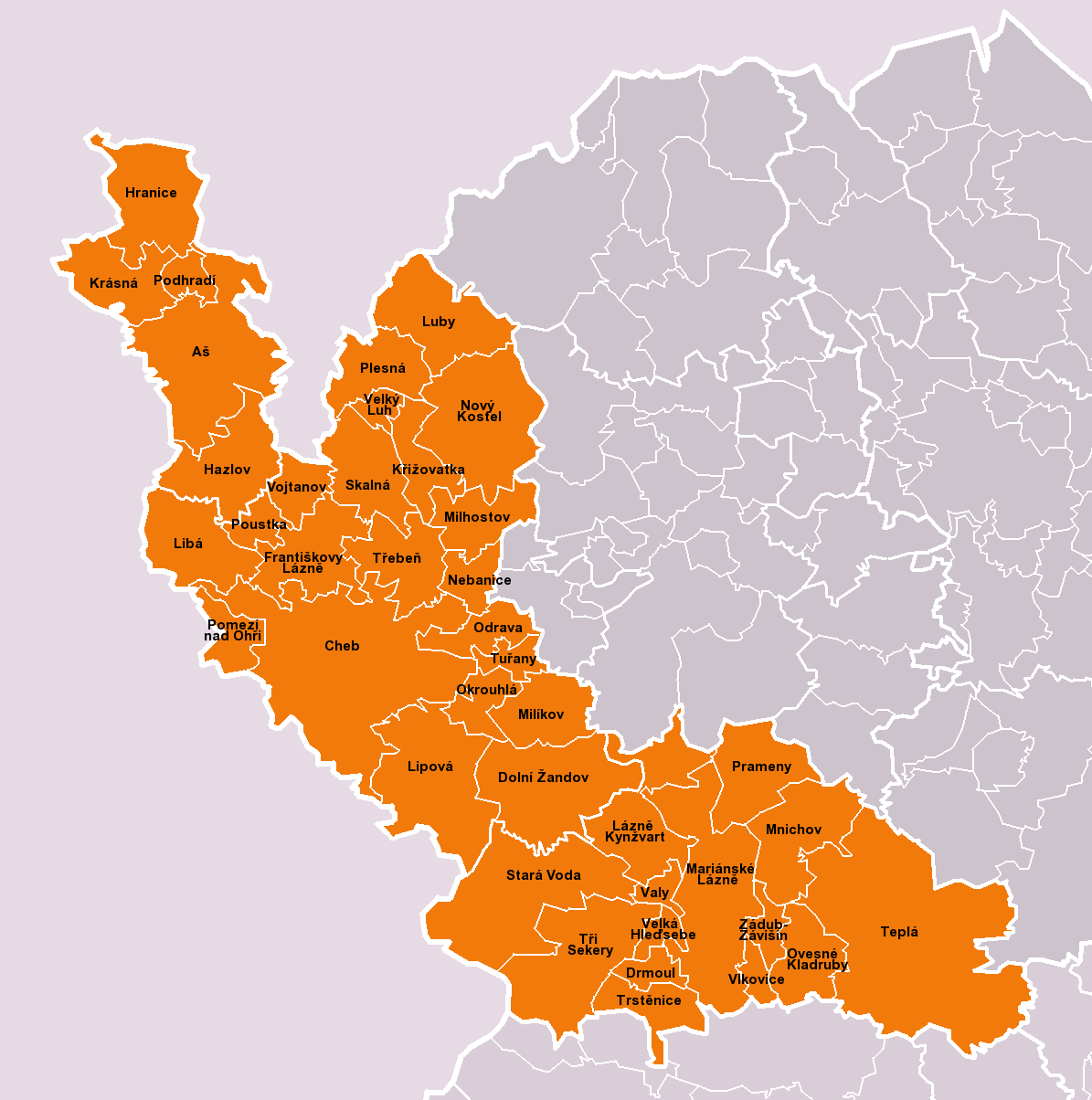
Mapa polític del districte de Cheb

Aš - 
Cheb -
Dolní Žandov - 
Drmoul - 
Františkovy Lázně - 
Hazlov - 
Hranice - 
Krásná - 
Křižovatka - 
Lázně Kynžvart - 
Libá - 
Lipová - 
Luby - 
Mariánské Lázně - 
Milhostov - 
Milíkov - 
Mnichov - 
Nebanice - 
Nový Kostel - 
Odrava - 
Okrouhlá - 
Ovesné Kladruby - 
Plesná - 
Podhradí - 
Pomezí nad Ohří - 
Poustka - 
Prameny - 
Skalná - 
Stará Voda - 
Trstěnice - 
Třebeň - 
Tři Sekery - 
Tuřany - 
Valy - 
Velká Hleďsebe - 
Velký Luh - 
Vlkovice - 
Vojtanov - 
Zádub-Závišín